# Willem Kostering

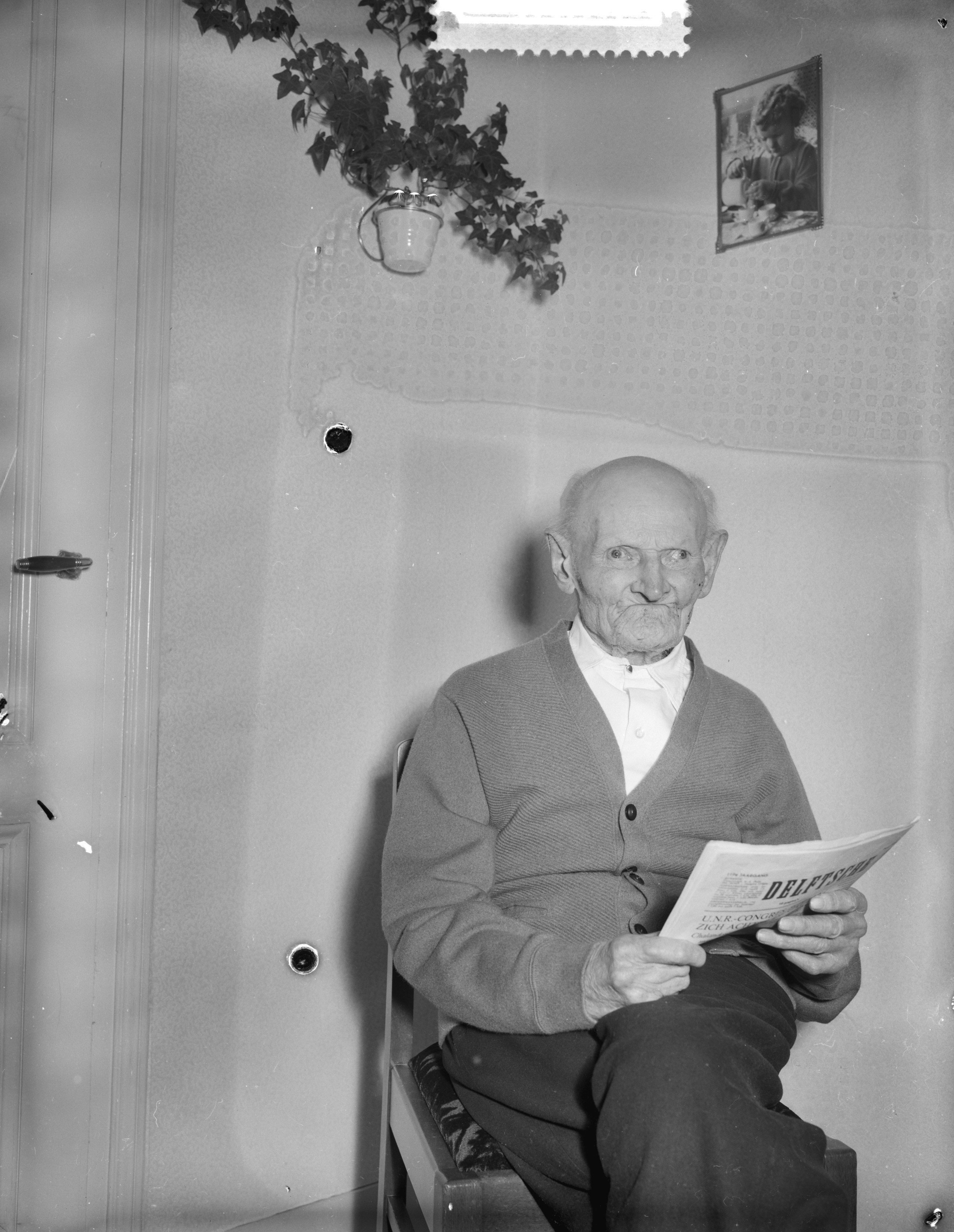
W.H. Kostering (18 november 1959)

Wilhelminus Hendrik (Willem) Kostering (Delft, 22 november 1851 – aldaar, 9 december 1960) was een Nederlandse eeuweling.
Kostering was vanaf het overlijden van de 107-jarige Jan Kip op 21 november 1958 de oudste man van zowel Nederland als Europa. Sinds het overlijden van de 110-jarige Christina Karnebeek-Backs (op dat moment de oudste levende mens ter wereld) op 7 oktober 1959 werd hij tevens de oudste inwoner van Nederland. Ruim een maand later, op 24 november 1959, werd hij de oudste inwoner van Europa, toen in Noorwegen de 109-jarige Marie Olsen overleed. Bijna een jaar later, op 9 oktober 1960, werd Kostering de oudste man ter wereld na het overlijden van de 111-jarige Robert Early. Kostering overleed op 9 december 1960 op 109-jarige leeftijd. Ten tijde van zijn overlijden was hij de op één na oudste Nederlandse man ooit, na Geert Adriaans Boomgaard.